# Cometă stinsă

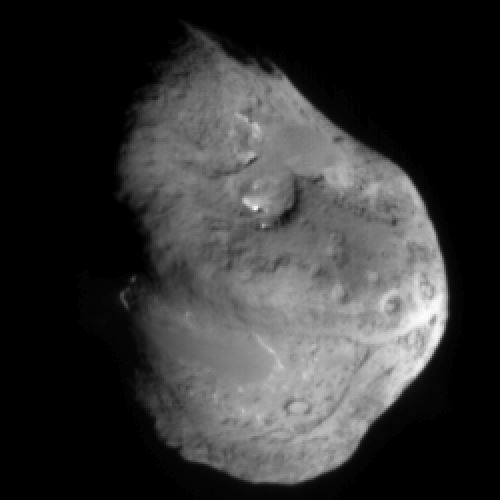
Nucleul cometei Tempel 1 văzut de sonda NASA Deep Impact

O  cometă stinsă sau cometă degazată este o cometă care și-a pierdut majoritatea elementelor volatile devenind astfel o stâncă sau un asteroid.
O cometă poate fi adormită, adică materialele volatile sunt totuși prezente sub suprafață și pot să-i facă din nou prezența, în anumite condiții.
Se pare că circa 6% din obiectele din apropierea Pământului sunt nuclee de comete. Limita dintre comete și asteroizi este imposibil de stabilit.

## Diferența dintre comete și asteroizi
Când au fost descoperiți, asteroizii au fost văzuți ca o clasă de obiecte diferite de comete și nu exista un termen unificat pentru cele două până când termenul „obiect mic din Sistemul Solar” a fost inventat de UAI în 2006. Principala diferență dintre un asteroid și o cometă este că o cometă prezintă o coamă și o coadă datorită sublimării suprafețelor de gheață sub acțiunea radiațiilor solare. Câteva obiecte au ajuns ca fiind listate în cele două categorii pentru că au fost mai întâi clasificate ca fiind planete minore, dar mai târziu au prezentat dovezi ale activității lor cometare. Dimpotrivă, unele (probabil toate) cometele în cele din urmă își epuizează materiile volatile de pe suprafețele lor și își dezvoltă aspectul de asteroizi. O altă distincție este că, în mod obișnuit, cometele au mai multe orbite excentrice decât majoritatea asteroizilor; majoritatea „asteroizilor” cu orbite excentrice sunt, probabil, comete latente sau dispărute. De asemenea, ele sunt teoretizate ca fiind obiecte obișnuite printre corpurile cerești ce orbitează în apropierea Soarelui.
Aproximativ șase procente din asteroizii apropiați de Pământ sunt considerați a fi nuclee ale unor comete stinse, care nu mai experimentează degazarea.

## Câteva cazuri cunoscute
- 2101 Adonis
- 3200 Phaethon
- 3552 Don Quixote / 3552 Don Quijote
- 137924 2000 BD19
- P/2007 R5 (SOHO)
- 14827 Hypnos
- 196256 2003 EH1